# Pseudophilautus decoris
Pseudophilautus decoris é uma espécie de anfíbio da família Rhacophoridae endémica do Sri Lanka, atualmente está ameaçada por perda de habitat.
Os seus habitats naturais são: florestas subtropicais ou tropicais húmidas de baixa altitude, regiões subtropicais ou tropicais húmidas de alta altitude, plantações e florestas secundárias altamente degradadas.